# Gerhard H. Fischer
Gerhard Hakon Fischer (* 12. Dezember 1938 in Wien) ist ein österreichischer Psychologe und emeritierter Ordinarius für Psychologie an der Universität Wien.

## Leben
Fischer studierte Psychologie im Hauptfach und Mathematik im Nebenfach an der Universität Wien. Er wurde 1961 Wissenschaftliche Hilfskraft am Institut und Mitarbeiter von Erich Mittenecker. Er promovierte 1963 und verließ 1964 das Institut, um Assistent am Institut für Höhere Studien in dessen Abteilung für Soziologie zu werden. 1966 kehrte er auf Einladung Hubert Rohrachers als Assistent an das Institut für Psychologie zurück und war mit Übungen zur Statistik für Psychologen sowie zur Planung und Durchführung psychologischer Experimente betraut.
Nach einem Forschungsaufenthalt bei dem Statistiker Georg Rasch in Kopenhagen hatte er über Item Response-Theorie publiziert und habilitierte sich im Jahre 1968 bei Slawtscho Sagoroff. Danach erhielt er einen Ruf auf ein Ordinariat für Statistik an der Universität Konstanz und einen Ruf auf ein Ordinariat für Psychologische Methodenlehre und Mathematische Psychologie in Wien.

## Leistungen
Fischer hielt an der Universität Wien in der Regel eine zweisemestrige Vorlesung über Methodenlehre samt Übungen sowie ein Proseminar über formalisierte Modelle psychischer Prozesse. Im Studienjahr 1974/75 wurde Fischer Vorsitzender der Gebäudekommission der Universität und von 1975 bis 1984 bekleidete er nebenbei das Amt des Vorstandes des Interfakultären EDV-Zentrums der Universität Wien. Fischer wurde mehrmals zum Vorstand des Instituts für Psychologie gewählt.
Gerhard Fischer gebührt das Verdienst, die probabilistische Testtheorie im Sinne der Modelle von Rasch, die wieder in enger Beziehung zur „latent structure theory“ von Paul Lazarsfeld stehen, im deutschen Sprachraum bekannt gemacht und weiterentwickelt zu haben. Weitere Arbeitsgebiete Fischers waren die Faktorenanalyse und deren Anwendung.

## Assistenten und Nachfolger
Fischers erste Assistenten waren Hartmann Scheiblechner und Hans Spada, die sich beide auch mit der Item-Response-Theorie befassten. Ein weiterer Assistent Fischers war Anton K. Formann, der nach Fischers Pensionierung die Leitung der Abteilung für Methodenlehre und Differentielle Psychologie übernahm.

## Ausgewählte Schriften
- (1974). Einführung in die Theorie psychologischer Tests. Huber: Bern.
- (1991). A new methodology for the assessment of treament effects. Evaluación Psicológia – Psychological Assessment, 7, 117–147.
- (mit Donald Laming als Hrsg.) (1993). Contributions to Mathematical Psychology, Psychometrics, and Methodology. Berlin: Springer Us.
- (mit Ivo W. Molenaar) (1995). Rasch Models: Foundations, Recent Developments, and Application. Berlin: Springer Us.
- (mit Elisabeth Ponocny-Seliger) (1998). Structural Rasch modeling. Handbook of the usage of LpcM-WiN 1.0. Groningen: PROGAMMA.